# Курайський яструб
Курайський яструб (араб. صَقْرُ قُرَيْشٍ, трансліт. ṣāqr Quraysh) — символ, який зустрічається на ряді емблем, гербів і прапорів ряду держав арабського світу. Традиції та записана історія про курайшитів і Мухаммеда стверджують, що сокіл використовувався як символ клану. Тому на прапорах, гербах, печатках і емблемах кількох арабських держав до сьогоднішнього дня зустрічаються і зустрічаються кілька варіантів курайського яструба. У цьому значенні курайський яструб є суперником орла Саладіна.
Абд ар-Рахман I, перший Омейядський емір Кордови, був відомий як Яструб Курайшу (Saqr Quraish). За словами середньовічних хроністів, це було ім'я, надане йому аббасидським халіфом аль-Мансуром, одним із його найбільших суперників. Аббасиди та Омейяди були обома племенами клану Курайшів, і Абд ар-Рахман утік з Дамаска після кривавої та насильницької Аббасидської революції, тому для халіфа Аббасидів дати це найменування останньому спадкоємцю Омейядів, що вижив, було знаком великої поваги.
Символи яструба та сокола також поширені в арабських країнах Перської затоки. Багато арабів Аравійського півострова, особливо з арабської сторони узбережжя Перської затоки, традиційно є фахівцями з соколиного полювання; соколи (та яструби) розглядаються як символи статусу та є звичайною одомашненою твариною серед етнічних арабів.

## Поточні емблеми з використанням курайського яструба

Курайський яструб на гербі Лівії, який використовує генерал Халіфа Хафтар, військовий командувач уряду в Тобруку
Курайський яструб на гербі Сирії (з 1980 р.)
Курайський яструб в емблемі Армії визволення Палестини

## Поточні емблеми з використанням інших символів яструба чи сокола

Яструб на гербі Йорданії
Сокіл на гербі Кувейту
Сокіл на гербі Об'єднаних Арабських Еміратів
Сокіл на гербі емірату Абу-Дабі(ОАЕ)
Сокіл на гербі емірату Дубай (ОАЕ)

## Попередні емблеми з використанням курайського яструба

Курайський яструб на колишньому гербі Лівії (1977–2011)
Курайський яструб на озброєнні колишньої Федерації Арабських Республік (включаючи Єгипет, Сирію та Лівію) (1972–1980)
Курайський яструб на гербах Сирійської Республіки (1946–1958) та Сирійської Арабської Республіки (1961–1963)
Курайський яструб на гербі Сирійської Арабської Республіки (1963–1972)